# Улица Ивана Крамского (Киев)
У́лица Ива́на Крамско́го — улица в Святошинском районе города Киева, местность Святошино.
Протяжённость 760 м.
Пролегает от Берестейского проспекта до тупика. Возникла в конце XIX века как часть 2-й Просеки. Современное название в честь художника И. Н. Крамского — с 1965 года. Её отрезок между Берестейском проспектом и улицей Ореста Васкула в 1958 году был присоединён к нынешней улице Николая Краснова.
Примыкают улицы Львовская, Верховинная, Михаила Котельникова и Отдыха.

## Географические координаты
координаты начала 50°27′22″ с. ш. 30°22′19″ в. д.
координаты конца 50°26′58″ с. ш. 30°22′22″ в. д.

## Транспорт
- Троллейбусы 7, 7к (по проспекту Победы)
- Станция метро «Святошин»
- Станция метро «Житомирская»
- Ж.д. станция Святошин